# Zhao Jing (Musikerin)
Zhao Jing (chinesisch 赵静, Pinyin Zhào Jìng; * 1978 in Peking) ist eine chinesische Violoncellistin.
Zhao begann im Alter von fünf Jahren mit dem Cellospiel. 1996 begann sie, auf Anregung des japanischen Cellisten Ryosuke Hori, am Tokyo College of Music ihr Studium und setzte es 2002 und an der Berliner Karajan-Akademie fort. Zu ihren Lehren zählen Georg Faust, Mario Brunelli. Nachdem sie ihre künstlerische Reifeprüfung ablegte, studierte sie weiter bei David Geringas an der Hochschule für Musik „Hanns Eisler“ Berlin in Berlin. 2005 gewann sie den ersten Preis beim Internationalen ARD-Wettbewerb in München. Es folgten Konzerte mit Dirigenten wie Seiji Ozawa, Claudio Abbado und Riccardo Muti und 2007 eine Einladung zu den Schwetzinger Festspielen. Jin Zhao ist inzwischen eine international gefragte Solistin bei Orchestern und als Kammermusikpartnerin.